# Katarzyna Leżeńska
Katarzyna Leżeńska (ur. 1963 w Warszawie) – polska pisarka i scenarzystka telewizyjna.

## Twórczość

### Książki
- Kto jest kim w Panu Tadeuszu (1999) – monografia
- Zapasowe maski (2003) (współautorzy: Dariusz Wołodźko i Zbigniew Zapasiewicz) – wywiad rzeka ze Zbigniewem Zapasiewiczem
- Z całego serca (2004) (współautor: Ewa Millies-Lacroix) – powieść
- Ależ Marianno! (2004) – powieść
- Studnia życzeń (2005) – powieść
- Sądy i osądy (2006) – powieść
- Kamień w sercu (2008) – powieść
- Hakus pokus (2011) (współautor: Darek Milewski) – powieść

### Opowiadania
- Lubczyk w zbiorze Opowiadania letnie a nawet gorące (2006)

### Opracowania książek
- Baśnie opowieści gadki przez Oskara Kolberga zebrane (1998)
- Listy dzieci do Ojca Świętego (1999) (z Magdą Koziej)
- Baśnie największych pisarzy polskich (2000)
- Bajarz polski Antoniego Glińskiego (2003)

### Scenariusze i adaptacje telewizyjne
- Kto ty jesteś? (1999) – scenariusz serialu telewizyjnego
- Siedemnastolatek (2000) – adaptacja powieści Bootha Tarkingtona dla Teatru TV
- M jak miłość (2009) – dialogi odcinków 667, 668, 677, 682, 686, 690, 693, 695, 698, 701, 731, 736, 740, 743, 746, 752, 755, 759
- Hotel 52 (2010–2013) – scenariusz odcinków 1–3, 5, 7–9, 11, 12, 14, 16, 18 20, 22, 24, 26, 27, 29, 31, 33, 35, 36, 38, 41, 42, 44, 46, 48, 49, 51, 54, 56, 57, 59, 61, 63, 64, 66, 68, 70, 79–91 (ze współautorami)
- O mnie się nie martw (2014–2020) – scenariusz odcinków 1–169 (współautor: Aneta Głowska)